# Nuklid
Nuklid je atom kemijskog elementa za koji je točno poznat ne samo redni ili atomski broj Z, već i ukupan broj nukleona (protona i neutrona) u atomskoj jezgri. Prema svojstvima jezgre, nuklidi se dijele na stabilne i nestabilne. Nestabilni nuklidi ili radionuklidi pokazuju svojstvo radioaktivnosti i njihova se količina u uzorku tijekom vremena smanjuje prema zakonitostima radioaktivnoga raspada. 
U prirodi postoji samo 92 kemijska elementa i još 12 umjetno proizvedenih, a poznato je oko 1500 različitih nuklida, od kojih je 350 prirodnih i 1100 umjetnih. Većina nuklida je nestabilna (radioaktivna), oko 1200. Pogodna kombinacija protona i neutrona čini atomsku jezgru stabilnom, čim je drugačije jezgra se nastoji izbacivanjem nukleona približiti stabilnoj konfiguraciji. Energijske razine u jezgri se popunjavaju kako bi se dostigla konfiguracije minimalne energije tj. maksimalne stabilnosti.

## Radionuklid
Radionuklid ili radioizotop je nuklid kod kojeg postoji višak mase ili energije, pa stabilnost postiže radioaktivnim raspadom: alfa raspad, beta raspad (beta minus i beta plus), gama zračenje, elektronski uhvat i drugi. Nuklid je atom kemijskog elementa za koji je točno poznat ne samo redni ili atomski broj Z, već i ukupan broj nukleona (protona i neutrona) u atomskoj jezgri. Prema svojstvima jezgre, nuklidi se dijele na stabilne i nestabilne. Nestabilni nuklidi ili radionuklidi pokazuju svojstvo radioaktivnosti i njihova se količina u uzorku tijekom vremena smanjuje prema zakonitostima radioaktivnoga raspada.

### Podjela radionuklida
Preko 60 radioaktivnih elemenata ili radionuklida se može naći u prirodi i oni se mogu svrstati u tri kategorije:
- Praiskonski radionuklidi - radioaktivni elementi koji postoje od nastanka Zemlje;
- Kozmogenički radionuklidi - nastali kao posljedica kozmičkog zračenja;
- Radionuklidi nastali ljudskom aktivnošću

Radioaktivni elementi se često nazivaju radioaktivni izotopi, radionuklidi ili jednostavno nuklidi. Postoji preko 1500 različitih radioaktivnih nuklida. Oni se označavaju pomoću kemijskog simbola i atomske mase. Radionuklidi se nalaze u zraku, vodi, tlu i u nama i oni su proizvod nas i naše okoline. Svaki dan mi unosimo u svoje tijelo nuklide putem zraka kojeg dišemo, hrane koju jedemo, vode koju pijemo. Radioaktivnost nalazimo u tlu, stijenama, vodi oceana i svakoj građevini i kući. Ona je svuda. Ne postoji mjesto na zemlji gdje možemo pobjeći od prirodne radioaktivnosti. 
Prosječna ekvivalentna doza iznosi oko 3 mSv po osobi godišnje. Oko 82% od ukupne primljene apsorbirane doze uzrokuju prirodni izvori zračenja, od kojega je najveći dio od radona. Ostatak od 18% zračenja dolazi od umjetnih izvora. To su prije svega medicinske dijagnoze i tretmani.